# SKYE
SKYE（スカイ）は日本のロック・バンド。メンバーは鈴木茂、小原礼、林立夫、松任谷正隆の4人。

## 概要
元々は鈴木茂、小原礼、林立夫の三人が高校生時代に組んでいたアマチュアバンドで、林立夫が初めて買ったLPレコードの、ヴィブラフォン奏者のカル・ジェイダーと、ギタリストのガボール・ザボ、作曲家／編曲家／ヴィブラフォン奏者のゲイリー・マクファーランドが、音楽プロデューサーのノーマン・シュワルツと立ち上げたレーベル、「Skye Records」が名前の由来で、英国系の「ヤードバーズ」や「クリーム」等のコピーを主に活動していた。基本的に高校生バンドで頻繁に活動していたという程ではなく、時々練習して週末に大学生のやってるパーティー等に混じって演奏していた。鈴木が「はっぴいえんど」に誘われ脱退した事から消滅した。
2019年、佐野史郎のレコーディング時に小原の呼び掛けで鈴木、林が参加し、再結成。キーボード奏者として林の勧誘で松任谷正隆が加入。「佐野史郎 meets SKYE with 松任谷正隆」名義でアルバム『禁断の果実』を発表。
2021年10月27日、デビュー・アルバム『SKYE』をリリース。同年11月10日にはアナログ盤2枚組をリリース。アルバムには12曲収録されており、はっぴいえんどの未発表曲「ちぎれ雲」が収められている。
2022年7月、SKYEとして初の単独ツアーを愛知、大阪、東京で行う。スペシャルゲストとして荒井由実、奥田民生、尾崎亜美が参加。東京公演を収録した映像作品『SKYE TOUR 2022』が2023年1月に発売された。
2023年6月、小坂忠の孫娘でシンガーのRaineをゲストに迎え、シングル「ラジオ」を配信リリース。この曲はFM COCOLO SPRING CAMPAIGN “UPDATE”のキャンペーンソングとして使用された。
2023年7月5日、佐野史郎 meets SKYEとして『ALBUM』を発売。本作は2024年11月3日、「レコードの日 2024」に2枚組アナログ盤で限定リリースされた。
2023年10月8日、恵比寿ザ・ガーデンホールにて初のワンマンライブを開催。
2024年5月15日にリリースされたTMネットワークのトリビュート・アルバム『TM NETWORK TRIBUTE ALBUM -40th CELEBRATION-』に「松任谷由実 with SKYE」として参加、「Human System」をカヴァー。
2024年7月24日、セカンドアルバム『Collage』をリリース。

## メンバー
- 鈴木茂（すずき しげる、1951年12月20日 - ）ギター、ボーカル
- 小原礼（おはら れい、1951年11月17日 - ）ベース、ボーカル
- 林立夫（はやし たつお、1951年5月21日 - ）ドラム、ボーカル
- 松任谷正隆（まつとうや まさたか、1951年11月19日 - ）キーボード、ボーカル

全員が同年生まれの同学年。

## ディスコグラフィー

### コラボレーション
- 禁断の果実（2019年9月25日） - 「佐野史郎 meets SKYE with 松任谷正隆」名義
- ラジオ（2023年6月7日） - 「SKYE with Raine」名義
- ALBUM（CD:2023年7月5日、Analog:2024年11月3日） - 「佐野史郎 meets SKYE」名義
- TM NETWORK TRIBUTE ALBUM -40th CELEBRATION-（2024年5月15日） - 「松任谷由実 with SKYE」名義で「Human System」をカバー

### 映像作品
- Bread & Butter with SKYE／50th SPECIAL LIVE 2020 ～あの頃のまま～（2021年5月19日）
- 尾崎亜美／45th Anniversary Concert ～Bon appetit～（2022年7月6日）
- SKYE TOUR 2022（2023年1月25日）

### 音楽配信
- SKYE - mora
- SKYE - YouTube Music チャンネル
- SKYE - Spotify
- SKYE - Apple Music